# Je me souviens
Je me souviens é a divisa oficial do Québec, uma província do Canadá. Significa "Eu me lembro".

## Origens
Em 1883, Eugène-Étienne Taché, Comissário Assistente nas Terras da Coroa no Québec e arquitecto dos edifícios do parlamento do Québec, mandou gravar a frase na pedra por baixo do brasão do Québec na porta de entrada do edifício.
A frase tornou-se imediatamente oficial, mas o brasão só foi adoptado em 1939.

## Significado
Taché não explicou a origem da frase. No entanto, numa carta que escreveu a Siméon Lesage, Taché explicou que queria que as diferentes estátuas à volta do edifício fizessem com que as pessoas se lembrassem de várias figuras históricas.
Porém muitos afirmam que a frase denota a lembrança dos cidadãos quebequenses ao domínio britânico de outrora, ou seja, " eu me lembro do que vocês fizeram,  me lembro da luta e da guerra pela nossa liberdade"